# Abai Chassenow
Abai „hobbit“ Chassenow (kasachisch Абай Хасенов; * 18. Mai 1994) ist ein kasachischer E-Sportler in der Disziplin Counter-Strike: Global Offensive. Er spielt derzeit für das Team Cloud9.

## Karriere
Chassenow startete seine Karriere im Juli 2016 beim Team Tengri. Ab Oktober spielte er als geliehener Spieler für das Team Gambit Esports. Mit Gambit gewann er im Dezember 2016 die DreamHack Open Winter 2016. Für seine Leistung in diesem Turnier wurde er von HLTV als bester Spieler des Turniers ausgezeichnet. Das erste Major des Jahres 2017, dem Eleague Major: Atlanta 2017, beendete er auf dem 5.–8. Platz. Darauf folgten ein zweiter Platz bei der cs_summit 1 und ein Sieg bei der DreamHack Open Austin 2017. Im Juli gewann er mit seinem Team das PGL Major: Kraków 2017 mit einem 2:1-Sieg gegen Immortals. Im August wurde er von Gambit Esports fest verpflichtet. Das Jahr beendete er mit einem Sieg im ROG Masters 2017. Für seine starken Einzelleistungen wurde er als 11. in die Liste der besten Spieler des Jahres von HLTV ausgezeichnet.
2018 begann für Chassenow mit einem 9.–11. Platz im Eleague Major: Boston 2018. Darauf folgten Halbfinaleinzüge bei der DreamHack Masters Marseille 2018, der DreamHack Open Tours 2018 und der Intel Extreme Masters XIII - Shanghai. Das zweite Major des Jahres, dem Faceit Major: London 2018, beendete er mit dem 20.–22. Platz. Nachdem er im September auf die Bank gesetzt worden war, wechselte Chassenow im November zu HellRaisers. Mit HellRaisers erreichte er einen Halbfinaleinzug beim SuperNova Malta 2018 und einen 12.–14. Platz im IEM Major: Katowice 2019. Im April 2019 wurde Chassenow auf die Ersatzbank versetzt. Im August 2019 wurde er zum Team Winstrike verliehen. Er konnte mit seinem Team einen zweiten Platz bei der ESL One: Road to Rio - CIS erreichen.
Im Juli verließ er das Team und schloss sich seinem ehemaligen Team Gambit an. Zunächst spielte Chassenow für das Juniorenteam Gambit Youngsters. Im Oktober wurde das Juniorenteam in das Hauptteam befördert. Das Jahr konnte er mit einem Sieg bei der DreamHack Open November 2020 beenden. 2021 begann für ihn mit einem überraschenden Sieg bei der Intel Extreme Masters XV - World Championship. Darauf folgten zweite Plätze bei der ESL Pro League Season 13, dem StarLadder CIS RMR 2021 und Siege bei der Epic CIS League Spring 2021, der Intel Extreme Masters XVI - Summer und den Blast Premier: Spring Finals 2021. Das Major PGL Major: Stockholm 2021 beendete er nach einer Niederlage gegen den zukünftigen Sieger Natus Vincere auf dem 3.–4. Platz. Das Jahr beendete er mit einem Sieg im V4 Future Sports Festival - Budapest 2021 und einem zweiten Platz im Blast Premier: World Final 2021. Für seine Einzelleistungen wurde er als sechstbester Spieler des Jahres und als zweimaliger bester Spieler eines Turniers von HLTV ausgezeichnet.
2022 gewann er das Funspark Ulti 2021 mit einem 2:0-Sieg gegen Entropiq. Im April wechselte er mit seinem Team zu Cloud9.

## Auszeichnungen
- 11. Platz im HLTV.org-Ranking der Besten 20 CS:GO-Spieler des Jahres 2017[2]
- 6. Platz im HLTV.org-Ranking der Besten 20 CS:GO-Spieler des Jahres 2021[3]